# Nihonjinron

Die Inglehart-Welzel-Kulturkarte - basierend auf Umfragedaten des World Values Survey - zeigt: Mehr als alle anderen aufgeführten Kulturen steht Japan hier am oberen Ende der Skala hinsichtlich Säkularismus und Rationalität.

Nihonjinron (jap. 日本人論), üblicherweise mit „Japaner-Diskurs/e“ übersetzt, ist ein Sammelbegriff für eine Richtung der japanischen Nachkriegsliteratur, die sich vor allem nach dem Friedensvertrag von San Francisco von 1952 in Tausenden von Büchern und Aufsätzen mit dem „Wesen“ und der kulturellen Identität der Japaner beschäftigt (vgl. kokutai und yamato-damashii). Ähnliche, spezialisierte Begriffe werden oft durch Einfügungen geschaffen, zum Beispiel Nihonbunkaron (日本文化論) („Diskurs/e über die japanische Kultur“) oder Nihonkeizairon (日本経済論) („Diskurs/e über die japanische Wirtschaft“).

## Grundthesen
Typisch für Werke des Nihonjinron sind die folgenden vier Prämissen:
- Einmaligkeit: Japan und die Japaner seien einzigartig, und ihre Einzigartigkeit betreffe alle Bereiche des Lebens. Dadurch unterschieden sie sich radikal von allen anderen Nationen.
- Rassische Bedingtheit: Diese Einzigartigkeit der Japaner sei durch die Eigenschaften der „japanischen Rasse“ beziehungsweise Ethnie und eines „japanischen Geistes“  begründet.
- Ahistorizität: Die Besonderheiten der Japaner seien eine Konstante durch alle Epochen.
- Homogenität: Die Japaner als Volk / Rasse / Ethnie seien kulturell und gesellschaftlich homogen und ihre Essenz seit prähistorischen Zeiten unverändert.

Diese grundlegenden Postulate finden sich in Thesen wieder, wie etwa der, dass Außenstehende schlicht nicht in der Lage seien, die japanische Sprache, die japanischen Verhaltensregeln und die Essenz der japanischen Kultur zu verstehen; oder auch in der Behauptung, nur auf japanischem Gebiet gäbe es vier deutlich unterscheidbare Jahreszeiten.
Aus der Sicht der Soziologie und anderer Wissenschaften sind die vier Grundthesen wie auch die Folgerungen daraus abzulehnen und sind die meisten Werke des Nihonjinron als populärwissenschaftlich, wenn nicht gar pseudowissenschaftlich einzustufen. Viele von ihnen entstehen dennoch an in Japan anerkannten staatlichen Bildungsinstitutionen und gleichwohl werden Werke aus dem Bereich des Nihonjinron in der Japanologie wiederholt zitiert und sind für viele populäre Irrtümer über Japan verantwortlich.

## Ursachen
Die Beliebtheit des Nihonjinron in Japan erklärt sich daraus, dass die japanische Gesellschaft in den letzten 150 Jahren in fast jeder Generation radikale Umbrüche verkraften musste, immer wieder schwankend zwischen starkem Nationalismus auf der einen Seite und Weltoffenheit auf der anderen, aber auch zwischen rasantem Fortschritt und tiefen Krisen.
In der Edozeit war die japanische Gesellschaft noch streng reglementiert und von der Welt abgeschlossen. Obwohl es mit der Kokugaku-Schule erste Ansätze eines Nationalbewusstseins gab, ging es den Kokugaku-Autoren eher um die Emanzipation vom chinesischen Erbe als um eine moderne nationalstaatliche Idee. Ab 1850 zerbrach dann das starre Gerüst der Vierständeordnung der Edozeit unter dem Druck der Reformer von innen und der westlichen Kolonialmächte von außen. Die Shōgunatsverwaltung versuchte noch bis in die 1860er, den Einfluss des Westens aufzuhalten, mit der Meiji-Restauration wurde das Ruder jedoch herumgedreht: Das Ziel lautete nun, das Land so schnell wie möglich nach dem Vorbild der westlichen Industrienationen umzubauen. Doch schon in den 1890er Jahren wendete sich wieder das Blatt: Mit dem Sieg im Ersten Japanisch-Chinesischen Krieg hatte Japan genug Selbstbewusstsein, den geistigen Einfluss des Westens zurückzudrängen. Das Land steigerte sich in den japanischen Nationalismus, doch auch dies wurde unterbrochen von der Taishō-Zeit, in der die liberalen Kräfte und Arbeiterbewegungen erstarkten, während ein schwacher Kaiser den konservativen Kräften keinen Rückhalt bot. Doch in den 1930er Jahren gelang es dem Militär, die politische Kontrolle zu übernehmen, und das Land wurde wieder stramm nationalistisch ausgerichtet. Doch nach militärischen Erfolgen bis 1941 folgte die Niederlage im Pazifikkrieg. Japan wurde durch eine fremde Macht besetzt, das erste Mal in seiner Geschichte, und mit den amerikanischen Soldaten kam die amerikanische Kultur nach Japan. Doch auf die Besatzung folgte ab den 1960ern eine Zeit des beispiellosen Wirtschaftswachstums, die sich erst in den 1990er Jahren in ein Jahrzehnt der Stagnation wandelte.
Durch diese ständig wandelnden Rahmenbedingungen wuchs jede Generation in einem völlig veränderten Japan auf, so dass das Bedürfnis groß war und ist, eine gemeinsame Identität über die dadurch verursachten Generationenkonflikte hinweg zu schaffen. In den 1960er Jahren war die junge Generation Japaner so „anders“, dass für sie der Begriff shinjinrui (新人類), „neuer Menschentyp“ geschaffen wurde.
Daneben scheinen die Ursachen des Nihonjinron auch im japanischen Wissenschaftsbetrieb zu liegen. Traditionell (vgl. Rangaku) besteht eine Asymmetrie im Wissensaustausch zwischen der japanischen und der internationalen Wissenschaftsgemeinde. Europäische und nordamerikanische Theorien und Forschungsergebnisse werden in großem Umfang rezipiert und ins Japanische übersetzt, während, wohl aufgrund der Sprachbarriere, japanische Diskurse international nur unzureichend verfolgt und in die kritische Diskussion einbezogen werden. Einige nichtjapanische, dem Nihonjinron zugerechnete Autoren sind der japanischen Sprache nicht oder nur sehr eingeschränkt mächtig, was ihrer Beliebtheit in Japan keinen Abbruch tut.  Auch wird der in westlichen Publikationen über Japan nicht seltene Exotismus in Japan oft nicht erkannt oder kritisiert.

## Geschichte
Die oben erwähnte Kokugaku-Schule kann als Vorläufer des Nihonjinron gelten. Von Nihonjinron spricht man allerdings erst bei Publikationen der Nachkriegszeit. Dem japanischen Autor Tamotsu Aoki (青木保) zufolge lassen sich vier Phasen des Nihonjinron festmachen:

### Erste Phase (1945–1954): Japanizität als Negativum
Durch den verlorenen Krieg, die Zerstörung des Landes, den Verlust der Kolonien und die frische Erinnerung an Gleichschaltung und Gräueltaten wurde Japan von den Autoren der Nachkriegszeit als irrational und vormodern gesehen. In der Kritik stehen nicht nur Nationalismus und Militarismus, sondern auch das autoritäre Familiensystem der Meiji-Zeit.
AutorenKawashima

### Zweite Phase (1955–1963): Japanizität als historisches Relativum
Mit der Wiedererlangung der Souveränität 1952 und der Stabilisierung der politischen Verhältnisse im 55er-System nimmt die Fundamentalkritik ab, Japan wird nun als Mischkultur gesehen. Die Autoren suchen nun nach Parallelentwicklungen zwischen Japan und Europa.
AutorenKatō, Umesao

### Dritte Phase (1964–1976, 1977–1983): Japanizität als Positivum
Mit dem hohen Wirtschaftswachstum Japans in den 1960er Jahren drehte sich auch das Selbstbild weiter: der Erfolg wurde spezifisch japanischen Eigenschaften zugeschrieben. Gruppendenken und vertikale Strukturen wurden nun positiv gesehen, insbesondere die emotionale Partizipation des einzelnen in der Gruppe. Doi Takeo prägte in dieser Phase den Begriff von Amae, ein starkes Anlehnungsbedürfnis, als Besonderheit der japanischen Psyche. Es sei dieses soziale Schmiermittel, das für das Funktionieren der japanischen Gesellschaft sorge.
Autoren der frühen dritten PhaseDoi Takeo, Chie Nakane　
Im weiteren Verlauf der dritten Phase wurde das „japanische Modell“ vollends akzeptiert. Das westliche Modell des Individualismus, der Identifikation über das Ich, wurde nun negativ konnotiert. Als Gegenstück wurde ein „Intersubjekt-Sein“ entworfen, eine Identifikation über soziale Bindungen.
Autoren der späten dritten PhaseHamaguchi
Auf den wirtschaftlichen Erfolg Japans wurde auch der Westen aufmerksam, und wie schon zu Ruth Benedicts Zeiten bestand das Bedürfnis, eine Erklärung für die plötzliche Konkurrenz von unerwarteter Seite zu bekommen. Bücher der Nihonjinron-Autoren, insbesondere Nakane, wurden ins Englische übersetzt. Einige westliche Autoren, allen voran Ezra Vogel, griffen die Nihonjinron-Thesen auf und empfahlen Japan als Vorbild für USA und andere westliche Staaten. Dies stieß durchaus auf positive Resonanz, da die Vereinigten Staaten zu diesem Zeitpunkt durch die (zweite) Ölkrise und hohe Inflation in einer Krise steckten. Ezra Vogel lobte an Japan vor allem die Fähigkeit, nach rein rationalen Erwägungen zu handeln, und die eigene Entwicklung konsequent an die aktuellen Probleme anpassen zu können.

### Vierte Phase (1984-): Von der Japanizität zur Globalität
In der vierten Phase steht Japan international im Rampenlicht: japanische Firmen haben auf Gebieten wie der Elektrotechnik und der Autoproduktion bedeutende Marktanteile erworben, und die Aufwertung der japanischen Immobilien, Aktien und Währung sorgt für eine große Menge liquider Mittel bei den japanischen Firmen und der Oberschicht. Japanische Konzerne und japanische Touristen gehen international auf Shopping-Tour. Obwohl Japan von der Internationalisierung stark profitiert, gibt es gleichzeitig eine konservative Gegenbewegung, die das Land in dieser dekadenten Phase wieder abschotten möchte.
Japanische Autoren beginnen, die Schattenseiten der japanischen Wirtschaft und Gesellschaft zu kritisieren:
- der Arbeitsmarkt ist weder frei noch durchlässig und diskriminiert Frauen und schlecht Ausgebildete
- innerhalb der Firmenhierarchien kommt es auf Grund des „Rolltreppensystems“ zur Stagnation
- durch die Betonung der Gruppenidentität wird Kreativität unterdrückt
- dem Einzelnen fehlt die Motivation
- Japan wird überheblich

Auch von außen muss Japan Kritik einstecken. In zahlreichen Handelsrunden versuchen die USA, ihre Wirtschaft vor den erfolgreicheren Japanern zu schützen, und auch die Nihonjinron-Autoren werden stark kritisiert. Ein regelrechtes „Japan bashing“ setzt ein. Peter Dale arbeitet die Postulate des Nihonjinron heraus, die Einmaligkeit der japanischen Rasse und die Ahistorizität, und widerlegt sie. Die Nihonjinron-Literatur wird als „wissenschaftlicher Nationalismus“ gebrandmarkt.
AutorenHamaguchi, Karel van Wolferen, Peter Dale

### Nihonjinron im Westen
Auch die westliche Literatur über Japan speiste sich zu einem großen Teil aus Nihonjinron. Ein berühmtes Nihonjinron-Buch eines Ausländers ist zum Beispiel The Chrysanthemum and the Sword von Ruth Benedict, erschienen 1946. Das Buch entstand während des Pazifikkriegs, als die amerikanische Regierung plötzlich vor dem Problem stand, einen bisher unbekannten Gegner, eben die Japaner, einschätzen zu müssen. Die Analyse von Ruth Benedict basiert auf Interviews, die sie mit japanischen Kriegsgefangenen und internierten japanischstämmigen Amerikanern (Nikkeijin) (日系人) führte. Insbesondere prägte sie den Begriff der Schamkultur, der als Gegensatz zur westlichen Schuldkultur stehen sollte. Benedicts Werk diente wiederum dem japanischen Nihonjinron der Nachkriegszeit als Ausgangspunkt. Der von ihr vertretene Kulturrelativismus führte in Japan zur Forderung nach einer Beschreibung der japanischen Kultur aus sich selbst heraus (emische Sichtweise).

### "Spiritueller Nihonjinron"
Eine spezielle Ausrichtung des Nihonjinron in akademischen Kreisen deutet der Religionswissenschaftler Shimazono Susumu (Universität Tōkyō) im Jahr 1994 mit der Bezeichnung „Neue Spirituelle Bewegung“ (新霊性運動, shinreisei undō) an. Hiermit bezeichnet er die in den 1980er und 90er Jahren aufkommende Argumentation japanischer Intellektueller, dass bestimmte Vorstellungen von Übersinnlichem, Geisterwelten (異界, ikai) und dem Jenseits für Japan spezifische „indigene Traditionen“ seien. Durch den Bezug auf, auch über Japan hinausgehende, asiatische Glaubensformen und Göttervorstellungen soll die japanische Gesellschaft zu von westlichem Denken verdrängten spirituellen asiatischen Grundsätzen zurückkehren können. Durch diese Rückbesinnung wird sich eine Art Erholungs- oder „Heilungs“-Erfahrung (癒し, iyashi) von den Stresssituationen des modernen, entfremdeten Lebens versprochen. Als intellektuelle Vertreter dieser Bewegung identifiziert Shimazono unter anderem Umehara Takeshi, Kamata Tōji, u. a.
Einfluss nehmen diese Vorstellungen auch auf die japanische Kunst- und Literaturszene und lassen sich an der ansteigenden Zahl von Neuerscheinungen im Bereich der Ratgeberliteratur, von Publikationen zu Yoga-Philosophie und Zen-Buddhismus oder religiös-esoterischen Büchern der J-Bungaku erkennen.

### Wichtige Vertreter des Nihonjinron
- Berque, Augustin: Le sauvage et l'artifice: Les Japonais devant la nature. Gallimard Paris, 1986.
- Doi, Takeo: Amae - Freiheit in Geborgenheit. Zur Struktur japanische Psyche. Übersetzt aus dem Amerikanischen von Helga Herborth, Frankfurt Suhrkamp 1982, ISBN 3-518-11128-0 (Original: Amae no kōzō (「甘え」の構造). Tokyo, Japan: Kōdansha, Tokyo 1974)
- Herrigel, Eugen: Zen in der Kunst des Bogenschießens, Droemer 2010, ISBN 3-426-29121-5
- Kuki, Shūzō (九鬼周造): Iki no kōzō 「いき」の構造, 1930 English tr. An Essay on Japanese Taste: The Structure of ‘Iki’. John Clark; Sydney, Power Publications, 1996.
- Ministry of Education, Culture, Sports, Science and Technology. 1937. Kokutai no hongi 國體の本義. tr. as Kokutai no hongi. Cardinal principles of the national entity of Japan, Cambridge, MA: Harvard UP,  1949.
- Mishima, Yukio: Bunka Bōeiron (文化防衛論, A Defense of Culture). Tokyo, Japan: Shinchōsha, 1969.
- Murakami, Yasusuke (村上泰亮), Kumon Shunpei (公文俊平), Satō Seizaburō (佐藤誠三郎): Bunka toshite no ie-shakai (文明としてのイエ社会). Tokyo Chūō Kōronsha, 1979.
- Nishida, Kitarō: Nihon Bunka no mondai (日本文化の問題). Tokyo, 1940.
- Benedict, Ruth: The Chrysanthemum and the Sword: Patterns of Japanese Culture. Houghton Mifflin, Boston, 1946
- Nakane, Chie: Die Struktur der japanischen Gesellschaft (タテ社会の人間関係), Englisch Japanese Society, Übersetzt aus dem Englischen von J.M.Spannagel und H.H.Spannagel, Frankfurt Suhrkamp 1985, ISBN 3-518-11204-X
- Reischauer, Edwin O.: The Japanese. Cambridge, MA: Harvard UP, 1978.
- Singer, Kurt: Spiegel, Schwert und Edelstein. Strukturen des japanischen Lebens. Übersetzt aus dem Englischen von Wolfgang Wilhelm, Frankfurt Suhrkamp, 1991, ISBN 3-518-11445-X
- Izaya Ben-Dasan, (‘translated’ by Yamamoto Shichihei 山本七平):  Nihonkyō ni tsuite (日本教について), Tokyo, Bungei Shunjū, 1972
- Tsunoda, Tadanobu (角田忠信). 1978. Nihonjin no Nō (日本人の脳―脳の働きと東西の文化, The Japanese brain). Tokyo, Japan: Taishūkan Shoten ISBN 4-469-21068-4.
- Takie Sugiyama Lebra: The Japanese Self in Cultural Logic, University of Hawaiʻi Press, Honolulu. 2004
- Vogel, Ezra F.: Japan As Number One: Lessons for America. Cambridge, MA: Harvard UP, 1978.
- Watsuji, Tetsurō: Fūdo (風土). Tokyo, Iwanami Shoten, 1935. trans. Geoffrey Bownas, as Climate. Unesco 1962.

### Bibliographie
- Amino, Yoshihiko (網野善彦): Muen, kugai, raku: Nihon chūsei no jiyū to heiwa  (無縁・公界・楽. 日本中世の自由と平和, Muen, kugai, raku: Peace and freedom in medieval Japan). Tokyo, Heibonsha, 1978.
- Nomura Research Institute: Sengo Nihonjinron Nempyō (戦後日本人論年表, Chronology of post-war Nihonjinron). Tokyo, 1979.
- Minami Hiroshi  1980 Nihonjinron no keifu (日本人論の系譜) Tokyo, Kōdansha.
- Sugimoto, Yoshio (杉本良夫) and Mouer, Ross.(eds.) 1982 Nihonjinron ni kansuru 12 shō (日本人論に関する12章) Tokyo, Gakuyō Shobō
- Sugimoto, Yoshio and Mouer, Ross. 1982 Nihonjin wa 「Nihonteki」ka (日本人は「日本的」か) Tokyo, Tōyō Keizai Shimpōsha
- Kawamura, Nozomu (河村望) 1982 Nihonbunkaron no Shūhen (日本文化論の周辺, The Ambiance of Japanese Culture Theory), Tokyo: Ningen no Kagakusha
- Sugimoto, Yoshio 1983 Chō-kanri Nippon (超管理ニッボン, Nippon.The Hyper-Control Archipelago) Tokyo, Kōbunsha.
- Gill, Robin  1984Omoshiro Hikaku-bunka-kō  (おもしろ比較文化考) Tokyo, Kirihara Shoten.
- Gill, Robin  1985 Han-nihonjinron (反日本人論) Tokyo, Kōsakusha.
- Gill, Robin  1985 Nihonjinron Tanken (日本人論探険) Tokyo, TBS Britannica.
- Mouer, Ross & Sugimoto, Yoshio, Images of Japanese Society, London: Routledge, 1986
- Dale, Peter N. 1986. The Myth of Japanese Uniqueness Oxford, London. Nissan Institute, Croom Helm.
- Befu, Harumi 1987 Ideorogī toshite no nihonjinron (イデオロギーとしての日本人論, Nihonjinron as an ideology). Tokyo, Japan: Shisō no Kagakusha.
- Hijiya-Kirschnereit, Irmela: Das Ende der Exotik Frankfurt am Main, Suhrkamp, 1988
- Aoki Tamotsu Bunka no hiteisei 1988 (文化の否定性) Tokyo, Chūō Kōronsha
- Van Wolferen, Karel. 1989. The Enigma of Japanese power. Westminster, MD: Knopf.
- Sugimoto, Yoshio & Ross Mouer (eds.) 1989 Constructs for Understanding Japan, Kegan Paul International, London and New York.
- Amino Yoshihiko, Nihonron no shiza (日本論の視座) Tokyo, Shōgakkan
- Aoki, Tamotsu 1990. ‘Nihonbunkaron’ no Hen’yô (「日本文化論」の変容, Phases of Theories of Japanese Culture in transition). Tokyo, Japan: Chūō Kōron Shinsha.
- Yoshino, Kosaku. 1992. Cultural Nationalism in Contemporary Japan: A Sociological Enquiry. London, UK: Routledge.
- Sugimoto Yoshio 1993 Nihonjin o yameru hōhō, Tokyo, Chikuma Bunko.
- Dale, Peter N. 1994 Nipponologies (Nihon-ron. Nihon-shugi), in Augustin Berque (ed.) Dictionnaire de la civilisation japonaise. Hazan, Paris pp. 355–6.
- Sugimoto, Yoshio and Mouer, Ross. 1995. Nihonjinron no Hōteishiki (日本人論の方程式, the Equation of Nihonjinron). Tokyo, Japan: Chikuma Shobō
- Mazzei, Franco, 1997. Japanese Particularism and the Crisis of Western Modernity, Università Ca' Foscari, Venice.
- Burns, Susan L., 2003  Before the Nation - Kokugaku and the Imagining of Community in Early Modern Japan, Duke University Press,  Durham, London.
- Gill, Robin  2004  Orientalism & Occidentalism Florida, Paraverse Press.
- Inken Prohl (2000): Die 'spirituellen Intellektuellen' und das New Age in Japan. Hamburg: Gesellschaft für Natur- und Völkerkunde Ostasiens e. V. Band 133. ISBN 978-3-928463-68-3
- Lisette Gebhardt (2001): Japans neue Spiritualität. Wiesbaden: Harrassowitz. ISBN 3-447-04398-9 (japanische Übersetzung: (2013) Gendai Nihon no supirichuaritî – Bungaku shisô ni miru shinreisei bunka. 現代日本のスピリチュアリティ ― 文学・思想にみる新霊性文化. Ins Japanische übersetzt von Fukasawa Hidetaka und Asukai Masatomo. Tôkyô: Iwanami shoten, 368 Seiten.)
- Susumu Shimazono (1999): "'New age movement' or 'New Spirituality Movements and Culture?'", in: Social Compass, 46 (2), 1999, Seite 121–133.